# Три відомства Кореї
Три відомства Кореї (кор. 三司, 삼사, МФА: [samsa]) — загальна назва центральних інспекційних урядових установ в Кореї епохи династії Чосон, що займалися наглядом за друкованими матеріалами, урядом (від вана до дрібного чиновництва) та баласом управління.

## Склад
- Рада інспекторів (нагляд за чиновниками)
- Палата цензорів (нагляд за ваном)
- Інститут текстів (центр вивчення неоконфуціанства, державний архів, дорадчий орган вана)